# Chanea
Chanea is een monotypisch geslacht van spinnen uit de  familie van de Mysmenidae.

## Soort
- Chanea suukyii Miller, Griswold & Yin, 2009